# SSX系列
SSX是EA Sports BIG的滑雪電子遊戲系列。SSX為“Snowboard Supercross”的简写，不过这全名基本没有在游戏内或是营销中用过。

## 作品
游戏机作品
- SSX（2000年）
- SSX Tricky（2001年）
- SSX 3（2003年）
- SSX on Tour（2005年）
- SSX Blur（2007年）
- SSX（2012年）

手机作品
- SSX Out of Bounds（2005年）
- SSX iPhone（2010年）
- SSX By EA Sports（2013年）